# Pegasoferae
Pegasoferae je skupina placentálních savců, která slučuje letouny (Chiroptera), lichokopytníky (Perissodactyla), luskouny (Pholidota) a šelmy (Carnivora). Molekulární důkazy, že skupina patří k sobě, byly publikovány v roce 2006, vědci zároveň i navrhli její jméno. To vzniklo jako složenina jména mytologického okřídleného koně Pegas (což je reakce na příbuznost lichokopytníků a letounů) a Ferae (jméno skupiny slučující šelmy a luskouny).